# 다이빙 헬멧

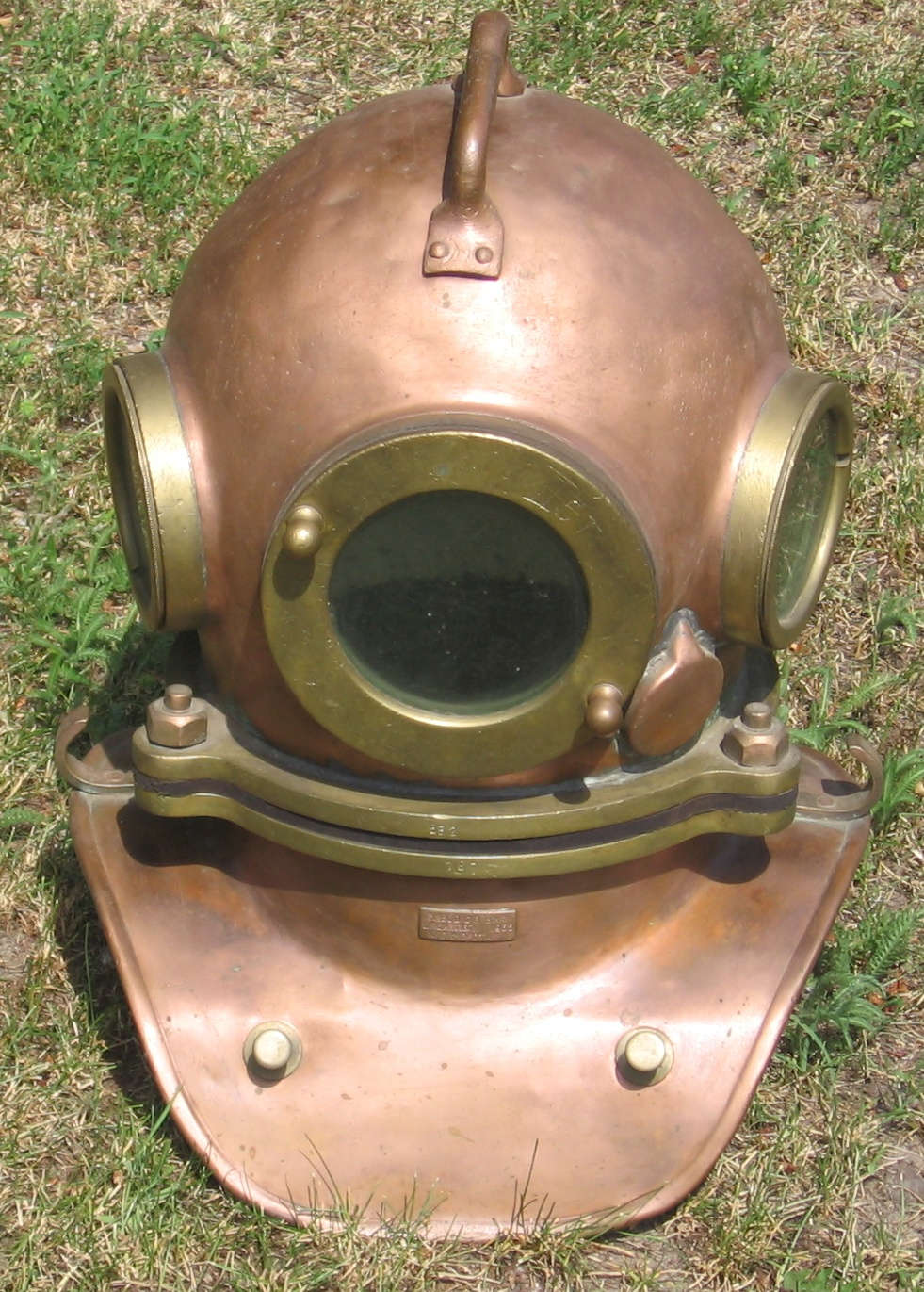
옛날의 무거운 다이빙 헬멧. 요즘은 초경량 제품을 사용한다.

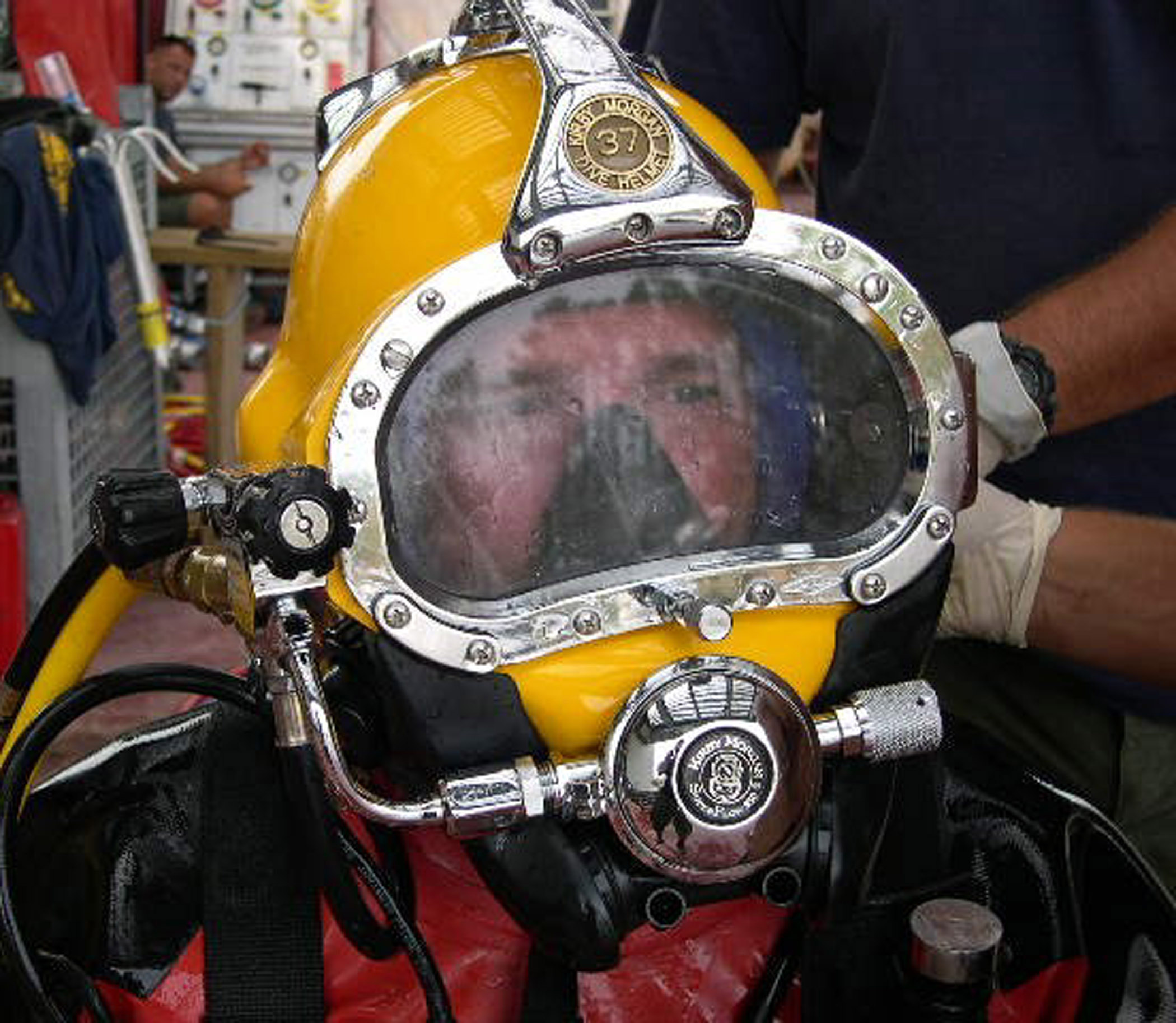
2005년 커비 모건 슈퍼라이트 37 다이빙 헬멧을 착용하고 수중 작전 중인 미국 해군 MDSU 잠수부

다이빙 헬멧은 잠수사가 착용하는 헬멧을 말한다.
미국 해군의 MDSU와 한국 해군의 SSU 등 수중에서 작업을 하는 잠수사들은 다이빙 헬멧을 착용해 생명선으로 산소를 공급받으면서 장시간 수중에서 작업한다.

## 머구리
표면공급장치를 사용한 해산물 채취를 업으로 삼는 사람들을 "머구리"라 부르는대, 이들은 다이빙 헬멧에 생명선을 통한 산소 공급으로, 서해의 수심 40 m 해저 바닥을 걸어다니면서 키조개를 손으로 채취한다. 동해에도 이러한 다이빙 헬멧을 사용하는 머구리들이 있다.
2014년 4월 16일 발생한 세월호 사고에서, 한국 정부는 다이빙 헬멧 방식이, 탁 트인 수중에서 수중 작업하는 용도이지, 세월호의 선체를 굽이굽이 들어가서 작업하려면 생명선이 꼬이거나 절단될 위험이 있어서, 다이빙 헬멧 방식 보다는 산소통 휴대 방식을 고집했다. 산소통 휴대 방식은 한 번에 20분 밖에 작업할 수 없다. 수심 30 미터에서 수면으로 올라오는데 잠수병의 문제로 천천히 부상해야 하기 때문에 20분이 걸리기 때문이다. 급부상을 "브라보"라고 하는데, 잠수병으로 사망할 수 있다.
유가족들은 서해 머구리들의 투입을 주장했다. 이들은 다이빙 헬멧을 쓰고, 서해 40 미터 해저 바닥을 3시간 동안이나 걸어다니면서 키조개를 캐는 사람들이다. 공기통을 이용했을 때 수중 작업 한계가 20분 정도인데 반해, 머구리는 3시간을 작업할 수 있다.
정부는 머구리 투입을 반대하다가 유가족들의 강력한 요구에 머구리 투입을 허가했는데, 머구리들은 투입되자마자 선체 내부 진입에 최초 성공하는 등 상당한 성과를 내었고, 해군 특수부대 요원들은 머구리들로부터 정보를 수집하고 배웠다.
4월 22일 결국 해군은 산소통 방식의 해군 SSU 특수부대 투입 보다는 다이빙 헬멧 방식의 머구리 투입 중심으로 작전 방향을 전환하였다.

## 청해진함
국산 최초 잠수함 구난함인 만재배수량 4천톤의 ARS-21 청해진함에는 다이빙 헬멧 장비가 있다. 수중 300 m까지 작전할 수 있는 생명선이 있다. 심해잠수장비(DDS)라고 부른다.

## 커비 모건
미국 해군이 사용하는 다이빙 헬멧을 제작하는 회사는 커비 모건이다. 1975년부터 10000$ 정도 가격대의 유리섬유와 스테인레스 재질의 다이빙 헬멧을 제작해 판매중이다.

## 칼 브레이셔

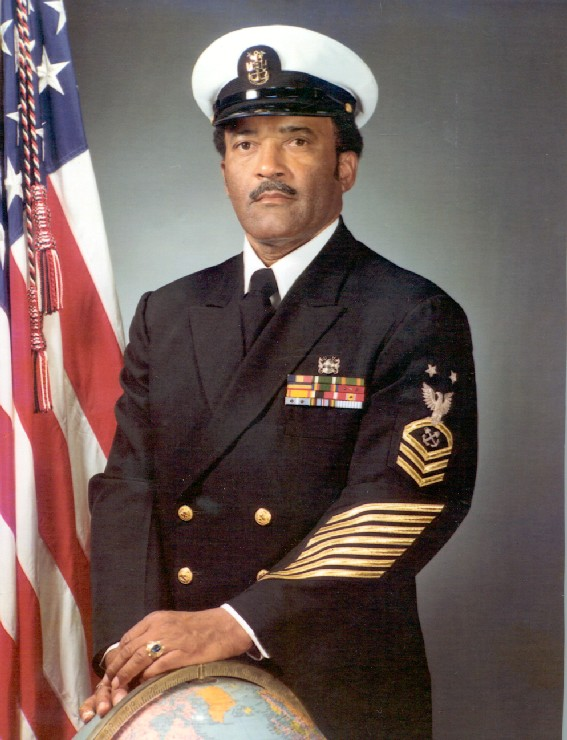
미국 해군 잠수부 칼 브레이셔 원사

미국 해군 잠수부 칼 브레이셔 원사는 헐리우드 영화로도 제작된 미군 최고 무공훈장을 수훈한 영웅으로서, 다이빙 헬멧을 이용한 활약으로 잘 알려져 있다.
미국 해군 역사상 최초의 흑인 마스터 다이버이다. 한국 전쟁에 참전해 훈장을 수여받았으며, 1966년 팔로마레스 B-52 추락사고에서 비전투원에게 수여되는 최고 훈장인 해군 해병대 훈장을 수훈했다.
1966년 스페인 팔로마레스에서 KC-135 공중급유기로부터 급유를 받는 과정에서 B-52 폭격기가 충돌, 추락했다. 히로시마 핵폭탄의 100배 폭발력인 B28 핵폭탄이 4발이나 탑재되어 있었다. 3발은 추락한 인근 지상에서 발견되었으나, 1발이 수중에 떨어진 것으로 파악되어, 2개월 반에 걸쳐 대대적인 해저 수색을 했다.
청해진함의 절반 크기인 만재배수량 2천톤의 en:USS Hoist (ARS-40)에 탑승, 다이빙 헬멧을 착용하고 수중에서 걸어다니는 방식으로 칼 브레이셔가 히로시마 핵폭탄의 100배 폭발력인 B28 핵폭탄을 찾아내어 인양하는데 성공했다. 임무 도중에 생명선이 손상되어 큰 위험이 있었다. 스페인으로부터 신속하게 미국 본토까지 후송되었다. 이 임무 성공으로 비전투원에게 수여되는 최고 훈장인 해군 해병대 훈장을 받았다.
2000년 로버트 드 니로 출연의 맨 오브 오너 영화로 제작되었다.

## 같이 보기
- 해난구조대
- 세월호
- 머구리
- 커비 모건